# Арета I
Арета I, Арефа I или Харитат I (набат.: Ḥāritat), — первый известный царь Набатеи. Его имя упоминается в самой старой набатейской надписи, датируемой 168 годом до нашей эры, и найденной в Халуце.
Как «Арета, владетель Аравийский», он упоминается в Библии (2Мак. 5:8) в истории иудейского первосвященника Иасона, который будучи изгнан, напрасно пытался найти гостеприимство у «тирана» Набатии, Ареты I.